# Киселёв, Олег Александрович
Олег Александрович Киселёв (19 апреля 1968, Жуковка, Брянская область) — советский и российский футболист, защитник.

## Биография
Воспитанник жуковской школы-интерната, в детстве участвовал в соревнованиях «Кожаный мяч». В 1987 году дебютировал в соревнованиях мастеров в составе брянского «Динамо» во второй лиге, сыграв 4 матча, затем несколько лет участвовал в соревнованиях коллективов физкультуры. В 1992 году снова выступал на профессиональном уровне за брянское «Динамо».
В ходе сезона 1992/93 вместе с группой футболистов из Брянска перешёл в речицкий «Ведрич». За два неполных сезона сыграл 24 матча в высшей лиге Белоруссии.
После возвращения в Россию играл во второй и третьей лигах за брянские «Динамо» и «Спартак».
С начала 2000-х годов возглавляет любительский клуб «Пролетарий» (Сураж), долгое время был играющим тренером команды. 18 апреля 2007 года принимал участие в матче 1/512 финала Кубка России 2007/08 против «Сатурна» Егорьевск (1:5). По состоянию на 2017 год стал 11-кратным чемпионом Брянской области и неоднократным призёром первенства, обладателем и финалистом Кубка области. В 2006 году — обладатель Кубка КФК «Черноземье».